# Verdrag van Torrellas
Het Verdrag van Torrellas, getekend in Zaragoza in 1304, vormde de oplossing voor de verovering van het koninkrijk Murcia, dat afhankelijk was van de Kroon van Castilië, door Jacobus II van Aragón.
Tussen 1296 en 1300 leidde Jacobus een reeks van militaire operaties in Murcia met de bedoeling om een groot gebied tussen Elda in het noorden en Huércal-Overa in het zuiden te veroveren.
Jacobus kwam overeen met Ferdinand IV van Castilië in 1304 over het feit om nieuwe grenzen te maken in Andalusië tussen hun twee staten. Vrede werd bekrachtigd tussen de twee machten en het grootste deel van Murcia werd overgedragen aan Castilië. De steden Orihuela, Elx, Caudete, Elda en Alicante werden overgedragen aan het koninkrijk Valencia. Echter, het verdrag duurde niet lang. Het werd het jaar daarop vervangen door het Verdrag van Elche.